# ثورنهیل (کنتاکی)

ثورنهیل، کنتاکی

ثورنهیل (به انگلیسی: Thornhill) شهری در ایالت کنتاکی کشور ایالات متحده آمریکا است که جمعیت آن در سرشماری سال ۲۰۱۰ میلادی، ۱۷۸ نفر بوده‌است.